# 孔福朗 (旧市镇)
孔福朗（法語：Confolens，法語發音：[kɔ̃fɔlɑ̃] ⓘ）是法国夏朗德省的一个旧市镇与该省原副省会。2016年，孔福朗与市镇圣日耳曼德孔福朗合并为新的孔福朗并接任该省副省会。

## 地理
孔福朗（46°0'49"N, 0°40'20"E）面积18.96 平方千米，位于法国新阿基坦大区夏朗德省，该省份为法国西部内陆省份，北起德塞夫勒省和维埃纳省，东临上维埃纳省，东南至多尔多涅省，南至多爾多涅省，西接滨海夏朗德省。
与孔福朗接壤的市镇（或旧市镇、城区）包括：维埃纳河畔昂萨克、埃斯、耶斯、莱萨克、圣莫里斯德利永、布里亚克、孔福朗。

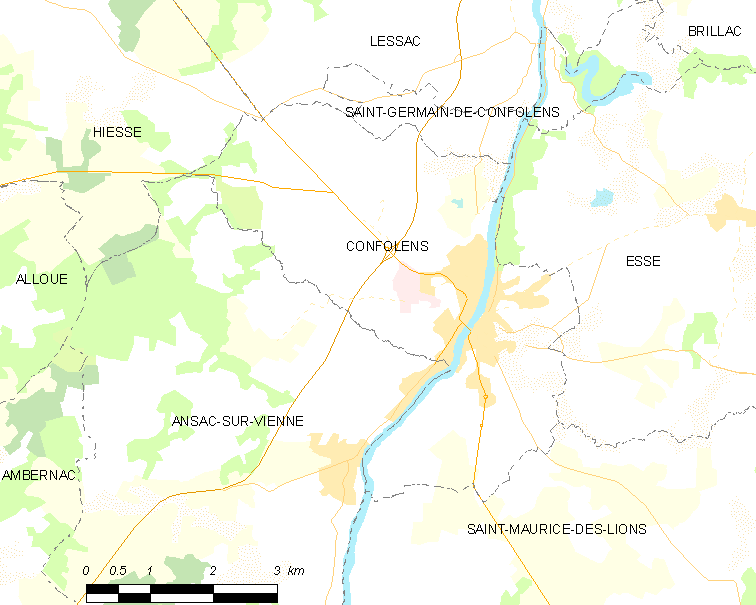
的OSM定位图

孔福朗的时区为UTC+01:00、UTC+02:00（夏令时）。

## 行政
孔福朗的邮政编码为16500，INSEE市镇编码为16106。

## 政治
孔福朗所属的省级选区为夏朗德-维埃纳县。

## 人口

1962-2008年间人口变化图示

孔福朗于2018年1月1日时的人口数量为2604人。